# Narumi-juku

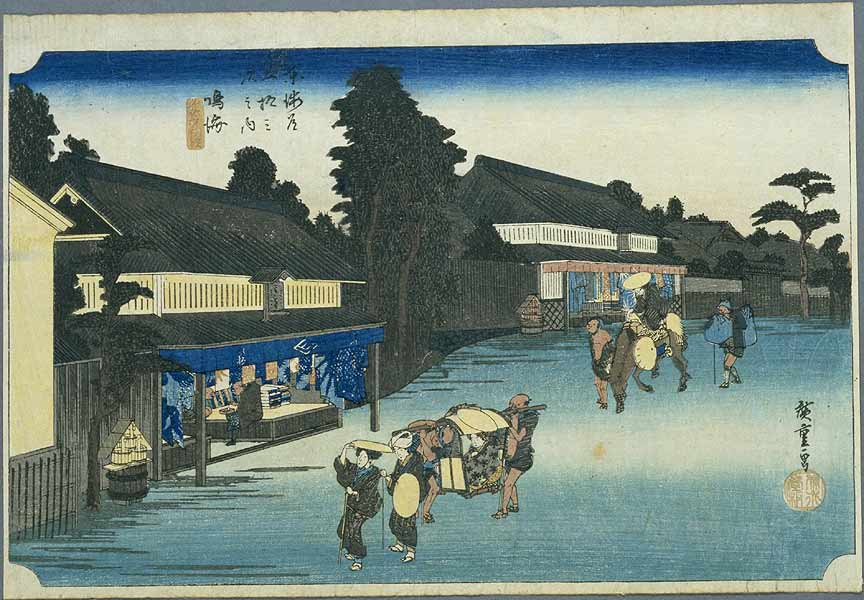
Narumi-juku dans les années 1830, estampe de Hiroshige de la série des Cinquante-trois Stations du Tōkaidō.

Narumi-juku (鳴海宿, Narumi-juku) était la quarantième des cinquante-trois stations, ou relais (shukuba), du Tōkaidō. Elle était située dans l'actuel arrondissement de Midori à Nagoya, dans la préfecture d'Aichi au Japon.

## Histoire
Narumi-juku comptait une population de 3 643 résidents au plus fort de son activité. La shukuba avait également 847 bâtiments dont une honjin, deux honjin secondaires et 68 hatago.